# Saint-Jean-la-Poterie
Saint-Jean-la-Poterie (tiếng Breton: Sant-Yann-ar-Wern) là một xã ở tỉnh Morbihan trong vùng Bretagne tây bắc Pháp. Xã này có diện tích 8,44 km², dân số năm 1999 là 1337 người. Khu vực này có độ cao từ 1-81 mét trên mực nước biển.
Cư dân của Saint-Jean-la-Poterie danh xưng trong tiếng Pháp là Potians.